# Isernhagen

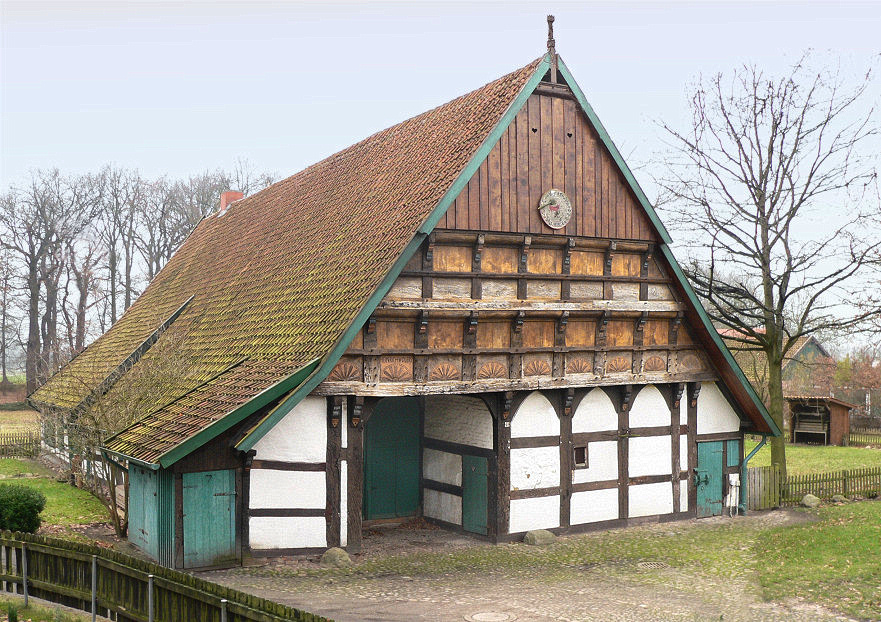
Wöhler-Dusche-Hof, un museo de agricultura en Isernhagen.

Isernhagen es un municipio de la Región de Hannóver, en Baja Sajonia, Alemania. Está ubicada aproximadamente a unos 10 kilómetros al noreste de Hannóver. La Bundesautobahn 7 pasa por el municipio. De acuerdo al censo del año 2011, tiene una población de 23 090 habitantes.

## División del municipio
Isernhagen consiste de 7 distritos:
- Niedernhägener Bauerschaft
- Kircher Bauerschaft
- Farster Bauernschaft
- Hohenhorster Bauerschaft
- Altwarmbüchen
- Neuwarmbüchen
- Kirchhorst

Gartenstadt Lohne es parte de Neuwarmbüchen.